# 張麗光
張麗光，（？—？（313年后）），十六国之匈奴汉国昭武帝刘聪的舅表妹和妃子，武孝皇后張徽光的同父妹妹。

## 生平
張麗光的父亲張寔，是刘聪生母張太后的弟弟，素有賢聲。嘉平二年（312年），在張太后的坚决要求下，刘聪纳張徽光和張麗光为貴人。劉聰的皇后去世，劉聰想立貴嬪劉英为皇后，但張太后力主立自己家的姪女为皇后。十二月，刘聪只好立張徽光为皇后，不久他所喜欢的劉英莫名其妙地死去了。
仅仅三个月之后，嘉平三年（313年）三月，張太后去世，张徽光不久也暴亡。劉聰沒有了母親的牽制，就不再考慮繼立皇后的妹妹張麗光，立了劉英的妹妹劉娥為皇后。張麗光再無記載。

## 家庭

### 父
- 張寔，張太后的弟弟一说是張太后的侄子，官至辅汉将军、左光禄大夫。

### 姑姑
- 张太后，刘渊光献皇后，刘聪生母[1]。

### 姐姐
- 张徽光，刘聪嫔妃，初封贵人。谥武孝皇后。